# Caria domitianus
Caria domitianus är en fjärilsart som beskrevs av Fabricius 1793. Caria domitianus ingår i släktet Caria och familjen Riodinidae. Inga underarter finns listade i Catalogue of Life.